# 意属利比亚
意属利比亚（義大利語：Libia Italiana）或義大利第四海岸（la Quarta Sponda d'Italia），是義大利王国在北非建立的一个殖民地，由「的黎波里塔尼亚」、「昔兰尼加」、「费赞」三個意属殖民地统合诞生。它成立于1934年，一直存在到1943年2月被同盟国完全军事占领为止。
1934年至1943年之间，它由義大利人统一为一块殖民地。義大利在1911年至1912年的義大利-土耳其战争中從鄂圖曼帝國手中奪走的昔蘭尼加和的黎波里塔尼亞殖民地，1934年義大利總督伊塔洛·巴尔博將其合併，並以的黎波里為首府。统一后两个名字也都被使用，意属利比亚或意属北非（義大利語：l'Africa Settentrionale Italiana，简写）成为合并后殖民地的正式名称。大概有15万義大利移民。
第二次世界大戰期間，義屬利比亞成為北非戰役焦点，其范围最大时还包括现在的突尼西亞及埃及的部分地区。儘管1943年義大利人被盟軍擊敗，但許多義大利殖民者仍留在利比亞。利比亞由英國和法國管理直到1951年獨立，儘管義大利直到1947年《巴黎和平條約》才正式放棄其主張。